# Nenê (Basketballspieler)
Nenê (* 13. September 1982 in São Carlos, São Paulo als Maybyner Rodney Hilário) ist ein ehemaliger brasilianischer Basketballspieler, der zuletzt bei den Houston Rockets in der NBA unter Vertrag stand.

## Karriere
Nenê begann seine Laufbahn bei CR Vasco da Gama in Rio de Janeiro. 2000 und 2001 gewann er mit der Mannschaft die brasilianische Meisterschaft.

### Denver Nuggets (2002 bis 2012)
Seit 2002 spielt er in der nordamerikanischen Profiliga NBA. Ursprünglich war Nenê im Draftverfahren der NBA von den New York Knicks ausgewählt worden, wurde aber noch am selben Abend im Tausch gegen Antonio McDyess zu den Denver Nuggets geschickt. Nach seinem ersten Profijahr in der NBA wurde er in das NBA All-Rookie First Team berufen. Er war der erste brasilianische Spieler in der NBA, der sich dort dauerhaft etablieren konnte. Später galt dies auch für Landsleute wie Leandro Barbosa und Anderson Varejão.
Zweieinhalb Monate nachdem ihm ein bösartiger Tumor am Hoden entfernt wurde, kehrte er im März 2008 gegen die Dallas Mavericks aufs Feld zurück. In der Saison 2013/14 erzielte er in zwei Spielen 30 Punkte, was seinen bisherigen Karrierebestwert darstellt. In zehn Jahren in Denver bestritt er 555 Hauptrundenspiele für die Mannschaft und erreichte sieben Mal die Playoff-Runde. Den höchsten Punktwert erreichte er in der Hauptrunde der Saison 2008/09 mit 14,6 je Begegnung.

### Washington Wizards (2012 bis 2016)
Am 15. März 2012 wurde er kurz vor dem Transferschluss in einem Tauschgeschäft, in das Denver, die Washington Wizards und Los Angeles Clippers eingebunden waren, nach Washington abgegeben.

### Houston Rockets (2016–2020)
Im Sommer 2016 wechselte der Brasilianer zu den Houston Rockets. In Texas änderte sich seine Rolle zusehends: Er saß zu Spielbeginn meist auf der Bank, während er im vorherigen Verlauf seiner NBA-Karriere mehrheitlich zur „ersten Fünf“ zählte.

## Nationalmannschaft
Mit der brasilianischen Nationalmannschaft nahm er unter anderem an den Olympischen Sommerspielen 2012 und 2016 teil. Bei den Spielen 2016 in seinem Heimatland war er mit 13 Punkten je Begegnung bester Korbschütze der brasilianischen Auswahl. Nenê gehörte auch bei der Weltmeisterschaft 2014 zum Aufgebot Brasiliens.